# Morbid Curse
Morbid Curse ist ein australisches Death-Metal-Duo aus Adelaide, das sich 2011 zusammenfand.

## Geschichte
Morbid Curse wurde 2011 von Zeke Sporn (E-Gitarre, Gesang, Synthesizer, Drumcomputer) und Brad Wright (Gesang) ins Leben gerufen. Im selben Jahr erschien über Torn Flesh Records das Debütalbum Self Inflicted und die EP Night of the Walking Corpse. 2014 schloss sich die Kompilation Horrifying Blood Splatter an.

## Stil
Brian Giffin ordnete in seiner Encyclopedia of Australian Heavy Metal die Musik des Duos dem Death Metal zu.

## Diskografie
- 2011: Self Inflicted (Album, Torn Flesh Records)
- 2011: Night of the Walking Corpse (EP, Torn Flesh Records)
- 2014: Horrifying Blood Splatter (Kompilation, Torn Flesh Records)